# Skjemtevise og gjeterlokk
Skjemtevise og gjeterlokk (Noors voor Grappig liedje en herdersroep) is een compositie van Johan Kvandal. Het was een werk, dat Kvandal schreef op verzoek van de Norsk Rikskringkasting. Die bestelde een werk voor jeugdorkest en educatieve doeleinden. Kvandal schreef zijn instrumentale werk voor 
- 1 blokfluit, 1 klarinet
- 1 viool 1, 1 viool 2, contrabas, piano, celesta, percussie.

Het werk uitgevoerd op 19 februari 1985. Of er daarna nog uitvoeringen zijn geweest is onbekend.